# Usine sidérurgique d'Oxelösund
L’usine sidérurgique d'Oxelösund, actuellement SSAB Oxelösund, est un complexe sidérurgique à Oxelösund, en Suède. Produisant essentiellement des tôles fortes, l'usine est la seule de Suède à être complètement intégrée, produisant des tôles finies à partir de minerai de fer et de charbon.
Fondée en 1913 sous le nom de Oxelösunds Järnverk AB, l'entreprise fait partie du groupe Gränges AB jusqu'en 1978, où elle est intégrée dans SSAB. En 2017, l'usine emploie 2 100 personnes.

## Histoire
Le minerai de fer suédois commence à être exporté massivement en 1877, lorsque le réseau ferroviaire met en communication la région minière du Bergslagen avec le port d'Oxelösund. D'où l'idée de profiter de ce dernier pour exporter des produits transformés : projetée dès 1883, la construction d'une usine sidérurgique à Oxelösund est décidée en 1913 et donne lieu à la création de la compagnie Oxelösunds Järnverk AB.
La mise en place de la première usine se déroule de 1914 à 1917 et la production démarre en 1919. Il s'agit de la première usine suédoise à produire son propre coke à partir de houille importée d'Angleterre.
En 1955, le groupe Gränges prend une participation majoritaire dans l'usine. Il investit et développe considérablement le site, qui s'étend dans les années 1957-1961 et se spécialise dans la production de plaques et de tôles fortes. Pour permettre cet agrandissement, une grande partie de la vieille ville Oxelösund est rasée.
En 1961, une aciérie utilisant le procédé Kaldo est construite. Les deux convertisseurs de 130 tonnes sont des outils extrêmement flexibles, capables de produire une large gamme d'aciers. En 1967, deux Kaldos supplémentaires sont annoncés, mais le procédé Kaldo, pénalisé par des coûts en matériau réfractaire prohibitifs n'a plus d'avenir : un seul convertisseur LD-LBE de 170 t, à cornue remplaçable, remplace les 2 Kaldos en 1977,.
Mais pendant les années 1970, la crise de l'acier touche durement la sidérurgie suédoise. Oxelösunds Järnverk AB est nationalisée et fusionnée avec Norrbottens Järnverk AB et Domnarvets Jernverk AB pour créer Swedish Steel AB (SSAB). Après la restructuration de SSAB, l'usine redevient une filiale de SSAB, nommée SSAB Oxelösund.
Au début du XXIe siècle, SSAB Oxelösund est la seule usine sidérurgique de Suède complètement intégrée, avec une cokerie, deux hauts fourneaux (sur les trois opérationnels dans le pays, le dernier étant à Luleå), une aciérie et des laminoirs. La capacité de production est de 800 000 t/an, 90 % de la production est exportée, le principal marché étant l'Allemagne.
Les produits commercialisés par SSAB Oxelösund sont des produits de niche, typiquement des aciers à haute résistance faiblement alliés, avec des marques telles que Strenx, Hardox, Weldox et Toolox. Ces produits sont transformés en tôles d'épaisseur supérieure à 4 mm.